# Eriogonum davidsonii
Eriogonum davidsonii là một loài thực vật có hoa trong họ Rau răm. Loài này được Greene mô tả khoa học đầu tiên năm 1892.